# Neoancistrotus obscurus
Neoancistrotus obscurus is een hooiwagen uit de familie Gonyleptidae.